# 黒川想矢
黒川 想矢（くろかわ そうや、2009年12月5日 - ）は、日本の俳優。埼玉県出身。舘プロ所属。

## 略歴
5歳より芸能活動を開始。
2021年のNHK BSプレミアムのドラマ『剣樹抄〜光圀公と俺〜』で舘ひろしと共演し、舘プロへの加入を直談判した。
2023年、是枝裕和監督の映画『怪物』で主人公・麦野湊役に抜擢。各方面から高く評価され、第47回日本アカデミー賞新人俳優賞や第66回ブルーリボン賞新人賞をはじめ多数の映画賞で新人賞を受賞した。

## 人物
趣味は、写真撮影、裁縫、科学研究。特技は、水泳、キックボクシング、餃子作り。

## 受賞歴
2024年
- 第66回ブルーリボン賞 新人賞（『怪物』）
- 第47回日本アカデミー賞 新人俳優賞（『怪物』）
- おおさかシネマフェスティバル2024 新人賞（『怪物』）
- 令和6年度 ゆうもあ大賞

## 出演
役名の太字は主演作品。

### テレビドラマ
- トーキョーエイリアンブラザーズ 第3話 - 第5話・最終話（2018年8月6日 - 20日・9月24日、日本テレビ） - 涼太 役
- 緊急取調室 第4話（2019年5月2日、テレビ朝日） - 荘介（幼少期） 役
- 連続殺人鬼カエル男 第3話・第7話（2020年1月24日・2月21日、関西テレビ） - 有働真人 役
- きよしこ（2021年3月20日、NHK総合） - 黒木 役
- 剣樹抄〜光圀公と俺〜（2021年11月5日 - 12月24日、NHK BSプレミアム） - 了助 役
- 世にも奇妙な物語 '21秋の特別編「スキップ」（2021年11月6日、フジテレビ） - 大倉幹夫（11歳時） 役
- いちばんすきな花（2023年10月12日 - 12月21日、フジテレビ） - 穂積朔也 役[11]
- からかい上手の高木さん（2024年4月2日 - 5月21日、TBS） - 西片 役（月島琉衣とW主演）[12][13]
- 民王R 第5話（2024年11月19日、テレビ朝日） - 萩原秋保 役[14]
- 嘘解きレトリック 第10話（2024年12月9日、フジテレビ） - 嘉助 役[15]
- 秘密〜THE TOP SECRET〜 第1話（2025年1月20日、関西テレビ・フジテレビ） - 平井学 役[16]
- 藤子・F・不二雄 SF短編ドラマ シーズン3「宇宙（そら）からのオトシダマ」（2025年3月26日、NHK BSプレミアム4K）[17]
- 地震のあとで #3『神の子どもたちはみな踊る』（2025年4月19日、NHK総合） - 善也（少年時代） 役[18][19]

### 配信ドラマ
- 【推しの子】（2024年12月5日、Amazon Prime Video） - カミキヒカル（少年時代） 役[20]

### 映画
- 怪物（2023年6月2日、東宝 / ギャガ） - 麦野湊 役[21]
- BISHU 〜世界でいちばん優しい服〜（2024年10月11日、イオンエンターテイメント） - 大村満 役[22]
- 【推しの子】-The Final Act-（2024年12月20日、東映） - カミキヒカル（少年時代） 役[20]
- 国宝（2025年6月6日、東宝） - 立花喜久雄（少年時代） 役[23]
- この夏の星を見る（2025年7月4日、東映） - 安藤真宙 役[24]
- アフター・ザ・クエイク（2025年10月3日公開予定、ビターズ・エンド） - 善也（少年時代） 役[25]

### 吹き替え
- FLY!/フライ!（2024年3月15日、東宝東和） - ダックス 役（キャスパー・ジェニングス）[26]

### 舞台
- 日生劇場開場60周年記念音楽劇 ファミリーフェスティヴァル2023「精霊の守り人」（2023年7月29日 - 8月6日、日生劇場 他） - チャグム 役（込江大牙とのダブルキャスト）[27]

### テレビ番組
- 日本人の3割しか知らないこと くりぃむしちゅーのハナタカ!優越館・#104（2018年5月10日、テレビ朝日）
- ほんとにあった怖い話（2019年10月12日、フジテレビ） - ほん怖クラブ2019メンバーズ
- しまった!〜情報活用スキルアップ〜動画で伝える技（わざ）（2020年、NHK Eテレ）
- シャカレキ! 〜社会歴史研究部〜（2024年4月20日 - 、日本テレビ） - 不破亜久人（ファクト） 役[28]

### CM
- P&G「アリエール〜マネキンチャレンジ篇〜」（2017年）
- 伊藤ハム「朝のフレッシュハム」（2017年）
- ハウス食品 「とんがりコーン「とんがりっ子！」篇」（2018年）
- バンダイ
  - 「びっくら？たまご・ダイヤルファイターVSトリガーマシン入浴剤2」（2018年）
  - 「ENTRY GRADE 〜仮面ライダーゼロワン〜」（2020年）
- ケンタッキー・フライドチキン「クリスマスパック」（2018年）
- CASIO「EX-word（電子辞書）」（2019年 - 2020年）
- ソニー「トイ・プラットフォーム『toio』」（2019年 - 2020年）
- アース製薬「虫よけネット」（2021年、ラジオCM）
- PUMA「とどまらない、ぶっちぎる」（2024年 - ）
- SoftBank「スマホデビュー1年生」シリーズ（2024年 - ）[29]
- コロプラ×MIXI アプリゲーム「フェスティバトル」1stトレーラー（2024年 - ）[30]

### スチール
- 新美容出版「SHINBIYOキッズ&ティーン特集・11月号」（2016年、雑誌）
- ベネッセ「チャレンジ 1・2・3 年生」（2017年 - 2018年、DM・WEB）
- 日本生活協同組合連合会
  - 「すくすく応援団」（2018年、カタログ・WEB）
  - 「すくすく応援団・新春号&初夏号/盛夏号」（2019年、カタログ・WEB）
- ハナヤマ「アイアムオリーブ」（2018年、小冊子）
- スバル「フォレスター」（2018年、スチールオール媒体）
- イトーヨーカ堂 アリオ葛西店オープン用広告&フロアガイド（2018年）

### WEB
- 富士フイルム「フォトブック」（2015年 - 2016年）
- VISA BMX「Visa のタッチ決済〜中村輪夢選手〜」（2018年）
- ソニー「toio（玩具）」（2019年）

### ミュージック・ビデオ
- ReoNa『オムライス』（2024年）[31]
- ChroNoiR『Ctrl Z』（2024年）
- Vaundy『pained』（2025年）
- キタニタツヤ『まなざしは光』（2025年）[32]

### その他
- GROOVE X「LOVOT」企業発表会（2018年）
- 斉藤壮馬「パレット」PV（2020年）